# José Chacón Díaz
José Isidro Chacón Díaz (nascido em 22 de janeiro de 1977) é um ex-ciclista de estrada profissional venezuelano. Foi um dos atletas que representou a Venezuela nos Jogos Olímpicos de 2004, em Atenas, competindo na estrada, mas não completou a prova.